# Saison 5 de Charmed
 (octobre 2020).
Si vous disposez d'ouvrages ou d'articles de référence ou si vous connaissez des sites web de qualité traitant du thème abordé ici, merci de compléter l'article en donnant les références utiles à sa vérifiabilité et en les liant à la section « Notes et références ».
Chronologie
Saison 4 Saison 6
Cet article présente le guide des épisodes de la cinquième saison de la série télévisée Charmed.

## Distribution

### Acteurs principaux
- Alyssa Milano (VF : Magali Barney) : Phoebe Halliwell
- Rose McGowan (VF : Véronique Soufflet) : Paige Matthews Halliwell
- Holly Marie Combs (VF : Dominique Vallée) : Piper Halliwell
- Brian Krause (VF : Benoît DuPac) : Leo Wyatt
- Julian McMahon (VF : Arnaud Arbessier) : Cole Turner (épisodes 1 à 12)
- Dorian Gregory (VF : Antoine Tomé) : Darryl Morris (8 épisodes)

### Acteurs récurrents
- Rebecca Balding (VF : Marie-Martine) : Elise Rothman (9 épisodes)
- Sandra Prosper (en) (VF : Barbara Beretta) : Sheila Morris (épisodes 12, 22 et 23)
- Finola Hughes (VF : Marie-Martine Bisson) : Patty Halliwell (épisode 2)
- Jennifer Rhodes (VF : Sylvie Genty) : Penny Halliwell (épisodes 3, 7 et 21)
- James Read (VF : Jean Barney) : Victor Bennett (épisodes 7 et 15)
- Eric Dane (VF : Jérôme Berthoud) : Jason Dean (épisodes 16, 17, 19 et 21)
- Drew Fuller (VF : Yoann Sover) : Chris Halliwell (épisodes 22 et 23)
- Billy Drago (VF : Jean-Pierre Moulin) : Démon Barbas (épisode 7)
- David Reivers (VF : Saïd Amadis) : Bob Cowan (épisodes 1 et 2)

### Invités
- Debbi Morgan (VF : Clara Borras) : La Prophétesse (épisode 12)
- Scott Jaeck (en) (VF : Gérard Surugue) : Sam Wilder (épisode 9)
- Ken Marino (VF : Lionel Tua) : Miles (épisodes 7 et 8)
- Norman Reedus : Nate Parks (épisodes 20 et 21)

## Épisodes

### Épisode 1:Les Sirènes de l'amour,1repartie
- États-Unis : 22 septembre 2002 sur The WB
- Canada : 27 septembre 2002 sur CTV
- France : 23 août 2003 sur M6
- Québec : 29 août 2005 sur VRAK

- États-Unis : 6,30 millions de téléspectateurs

- Jaime Pressly (Mylie)
- Diane Salinger (Néréide)
- Dan Gauthier (Craig Wilson)
- Judson Scott (Necron)
- David Reivers (Bob Cowan)

### Épisode 2:Les Sirènes de l'amour,2epartie
- États-Unis : 22 septembre 2002 sur The WB
- France : 23 août 2003 sur M6

- États-Unis : 6,30 millions de téléspectateurs

- Finola Hughes (Patty Halliwell)
- Judson Scott (Necron)
- David Reivers (Bob Cowan)

### Épisode 3:Miroir, gentil miroir...
- États-Unis : 29 septembre 2002 sur The WB
- France : 23 août 2003 sur M6

- États-Unis : 5,46 millions de téléspectateurs

- Danny Woodburn (Head Dwarf)
- Sean Patrick Flanery (Adam Prinze)
- Jennifer Rhodes (Penny Halliwell)
- Natalija Nogulich (Sorcière maléfique du miroir magique)
- Kay E. Kuter (Gardien des contes de fées)
- Charlie Shanian (Apprenti gardien des contes de fées)
- Tinsley Grimes (Assistante de Phoebe)
- Carl Ciarfalio (Chasseur)
- Danny Woodburn (Nain)
- Arturo Gil (Nain)
- Clay Rivers (Nain)

### Épisode 4:Embrasse-moi
- États-Unis : 6 octobre 2002 sur The WB
- France : 30 août 2003 sur M6

- États-Unis : 5,26 millions de téléspectateurs

- Melinda Clarke (La Sirène)
- Rebecca Balding (Elise Rothman)
- Amy Laughlin (Melissa)
- Branton Boxer (David)
- Greg Provance (Etre des Ténèbres)
- Robert Merrill (L'homme marié)
- era Hendrickson (Simone)
- Hawthorne James (Démon guérisseur)

- Piper et Léo voient leurs pouvoirs s’inverser, comme dans l’épisode 21 de la première saison.
- Au téléphone avec Cole, Phoebe fait référence aux Cavaliers de l’Apocalypse, apparus dans l’épisode 21 de la deuxième saison.

### Épisode 5:Les Protectrices
- États-Unis : 13 octobre 2002 sur The WB
- France : 30 août 2003 sur M6

- États-Unis : 5,58 millions de téléspectateurs

- Mark Sheppard (Arnon)
- Andrew James Allen (Kevin)
- Gerry Becker (Ramus)
- David Pressman (Edward Miller)
- Tinsley Grimes (L'Assistante de Pheobe)
- Craig Young (Dave)
- Ernie Reyes Jr. (Kaz)
- Todd Tucker (L'Agresseur)
- Jeannie Epper (La femme qui s'est fait attaquer)

### Épisode 6:Le Mauvais Œil
- États-Unis : 20 octobre 2002 sur The WB
- France : 30 août 2003 sur M6

- États-Unis : 5,47 millions de téléspectateurs

- Tobin Bell (Orin)
- Emmanuelle Vaugier (Ava Nicolae)
- Channon Roe (Cree)
- Lorna Raver (Teresa)
- Shareen Mitchell (Lydia Nicolae)
- Rebecca Balding (Elise Rothman)

### Épisode 7:La Peur au ventre
- États-Unis : 3 novembre 2002 sur The WB
- France : 13 septembre 2003 sur M6

- États-Unis : 4,80 millions de téléspectateurs

- Billy Drago (Barbas)
- Jennifer Rhodes (Penny Halliwell)
- James Read (Victor Bennett)
- Ken Marino (Miles)
- Troy Blendell (Stimple)
- Hunter Ansley Wryn (Piper Halliwell jeune)

### Épisode 8:Le Maudit
- États-Unis : 10 novembre 2002 sur The WB
- France : 13 septembre 2003 sur M6

- États-Unis : 5,35 millions de téléspectateurs

- Ken Marino (Miles)
- Jason Brooks (Bacarra)
- Joseph Paneno (Max)
- Maurice Smith (Conducteur)
- L. Sidney (L'Officier de Police)
- Tosh Ayers (Le jeune)

### Épisode 9:Invincible
- États-Unis : 17 novembre 2002 sur The WB
- France : 20 septembre 2003 sur M6

- États-Unis : 5,28 millions de téléspectateurs

- Tony Todd (Avatar)
- Joel Swetow (Alpha)
- Scott Jaeck (Sam Wilder)
- Niki Botelho (Elfe Nanny)
- Eric Winter (Trevor, petit-ami de Paige)
- F.J. Rio (Ronan)

### Épisode 10:Un corps pour deux âmes
- États-Unis : 5 janvier 2003 sur The WB
- France : 20 septembre 2003 sur M6

- États-Unis : 5,10 millions de téléspectateurs

- Adrian Paul (Jeric)
- Shannon Engemann (Sandra/Isis)
- Amy Leland (La vendeuse)
- Dwight Bacquie (Légiste)
- Greg Benson (Officier Worley)

### Épisode 11:Nexus
- États-Unis : 12 janvier 2003 sur The WB
- France : 27 septembre 2003 sur M6

- Krista Vernoff

- États-Unis : 5,08 millions de téléspectateurs

- Rebecca Balding (Elise Rothman)
- Erik King (Dex)
- Angela Little (Kaia)
- Armando Valdes (Officier Garcia)
- Steven M. Porter (L'Inspecteur des services sanitaires)
- Natasha Aiello (Victime de l'accident avec Paige)

### Épisode 12:Centenaire
- États-Unis : 19 janvier 2003 sur The WB
- France : 27 septembre 2003 sur M6

- États-Unis : 5,53 millions de téléspectateurs

- Tony Todd (Avatar)
- Joel Swetow (Alpha)
- Debbi Morgan (La Prophétesse)
- Deanna Russo (Eve)
- Steven Daniel (Lazarus)
- Kristin Richardson (Darla)
- Sandra Prosper (Sheila Morris)
- Michael Bergin (Démon)

- Il s'agit du 100e épisode, ce qui explique pourquoi Cole Tuner a 100 ans alors que dans la saison 3 il est dit qu’il avait 115 ans. Mais il s'agit aussi du dernier épisode où apparait Julian McMahon, alias Cole Turner. Il réapparait en tant qu'invité lors du 150e épisode au cours de la saison 7.
- Il y a une erreur dans cet épisode. En effet, sur la tombe de Paige dans le monde parallèle, il est indiqué que cette dernière est née en 1975, alors qu'elle est en fait née en 1977 (cette erreur pourrait s'expliquer par le fait que la Paige du monde parallèle soit née plus tôt que son homologue du monde réel).
- Michelle Branch chante dans cet épisode.
- Cet épisode marque la première apparition des Avatars. Ils reviendront dans la saison 7.

### Épisode 13:Envoûtements
- États-Unis : 2 février 2003 sur The WB
- France : 4 octobre 2003 sur M6

- États-Unis : 5,48 millions de téléspectateurs

- Rebecca Balding (Elise Rothman)
- Erinn Bartlett (Jessica)
- Wolfgang Bodison (Sorcier Guérisseur)
- Jesse Woodrow (Glen Belland)
- Richard Gant (Sorcier Guérisseur)
- Googy Gress (Spencer Ricks)
- Todd Sherry (Photographe)

### Épisode 14:Le Marchand de sable
- États-Unis : 9 février 2003 sur The WB
- France : 4 octobre 2003 sur M6

- États-Unis : 5,18 millions de téléspectateurs

- Henry Gibson (Le marchand de sable)
- Rebecca Balding (Elise Rothman)
- Darin Heames (Tracer)
- Austin Peck (Ryder)
- Troy Blendell (Slappy)
- Allison Munn (Wendy)
- Clarissa Romano (Becca)
- Shauna Sand (Sienna)

### Épisode 15:La Relève
- États-Unis : 16 février 2003 sur The WB
- France : 18 octobre 2003 sur M6

- États-Unis : 5,20 millions de téléspectateurs

- James Read (Victor Bennett)
- Cheryl Ladd (Doris Bennett)
- Richard Lynch (Cronyn)
- W. Morgan Sheppard (Merrill)
- J.P. Manoux (Stanley)
- Maggie Baird (Docteur)
- Yan Birch (Kane)

### Épisode 16:Premier Combat
- États-Unis : 30 mars 2003 sur The WB
- France : 18 octobre 2003 sur M6

- États-Unis : 5,16 millions de téléspectateurs

- Rebecca Balding (Elise Rothman)
- Eric Dane (Jason Dean)
- Grace Zabriskie (Crone)
- Andy Mackenzie (Parasite)
- Nicholas Sadler (Parasite)
- Jack McGee ( Hawker)

### Épisode 17:Les Leprechauns
- États-Unis : 6 avril 2003 sur The WB
- France : 25 octobre 2003 sur M6

- États-Unis : 5,02 millions de téléspectateurs

- Eric Dane (Jason Dean)
- Dominic Fumusa (Saleel)
- Mark Povinelli (Seamus Fitzpatrick)
- Monika Schnarre (Janna)
- Phina Oruche (Jayda)
- Drew Wood (Erik)
- Cork Hubbert (Head Councilman)
- Michael Gilden (Finnegan)
- Kevin Thompson (Connor)

### Épisode 18:Au cœur des souvenirs
- États-Unis : 13 avril 2003 sur The WB
- France : 25 octobre 2003 sur M6

- États-Unis : 5,33 millions de téléspectateurs

- Zachary Quinto (Warlock)
- Shannen Doherty (Prue de dos )
- John Rubinstein (Dr. Berenson)
- Marita Geraghty (Katrina)
- Zachary Quinto (Sorcier)

### Épisode 19:Nymphes
- États-Unis : 20 avril 2003 sur The WB
- France : 1er novembre 2003 sur M6

- États-Unis : 4,57 millions de téléspectateurs

- Eric Dane (Jason Dean)
- Katherine Cunningham-Eves (Daisy)
- Susan May Pratt (Miranda)
- Jaimz Woolvett (Tull)
- Ruth Powell (Lily)
- Pat Healy (Xavier)
- Todd Duffey  (Satyre)

### Épisode 20:Les Sens du mal
- États-Unis : 27 avril 2003 sur The WB
- France : 1er novembre 2003 sur M6

- États-Unis : 4,24 millions de téléspectateurs

- Norman Reedus (Nate Parks)
- Rebecca Balding (Elise Rothman)
- Jerome Butler (Roi Kazi)
- Nynno Ahli (Démon Kazi)
- Daniel Escobar (Richard Jéan)
- Sean Sweeney (Emcee)
- Colleen McDermott (Laura Robbins)
- Grace Zabriskie (Crone)

L'actrice Rose MC Gowan fait ses premiers pas en tant que chanteuse en interprétant la chanson "Fever" dans cet épisode.
Il y a une erreur de doublage dans la version française quand Paige propose de tuer le singe en montrant une pancarte à Phoebe la voix française de Phoebe appelle Paige "Piper" cette erreur n'est pas présente dans la VO.

### Épisode 21:Le Nécromancien
- États-Unis : 4 mai 2003 sur The WB
- France : 8 novembre 2003 sur M6

- États-Unis : 4,10 millions de téléspectateurs

- Eric Dane (Jason Dean)
- Norman Reedus (Nate Parks)
- Jennifer Rhodes (Penny Halliwell)
- Sam Pancake (Skreek)
- Chris Sarandon (Le Nécromancien)
- Jason Simmons et Kristopher Simmons (Wyatt Halliwell)

### Épisode 22:Le Choc des Titans,1repartie
- États-Unis : 11 mai 2003 sur The WB
- France : 22 novembre 2003 sur M6

- États-Unis : 4,95 millions de téléspectateurs

- Drew Fuller (Chris Halliwell)
- Brian Thompson (Cronus)
- Will Kempe (Demitrius)
- Rebecca Balding (Elise Rothman)
- Sandra Prosper (Sheila Morris)
- Eyal Podell (Roland)
- Michael Gilden (Finnegan)
- Nick Kiriazis (Evan)
- Lisa Thornhill (Meta)
- Lee Arenberg (Demon)
- John Cothran Jr. (Cecil)
- Scout Taylor-Compton (Fée)
- Danny Woodburn (Nain)
- Niki Botelho (Elfe Nanny)
- Trey Alexander (Rick)
- Damani Roberts (Michael Morris)
- Channing Pourchot (Sara)
- Jason Simmons et Kristopher Simmons (Wyatt Halliwell)

### Épisode 23:Le Choc des Titans,2epartie
- États-Unis : 11 mai 2003 sur The WB
- France : 22 novembre 2003 sur M6

- États-Unis : 4,95 millions de téléspectateurs

- Drew Fuller (Chris Halliwell)
- Brian Thompson (Cronus)
- Will Kempe (Demitrius)
- Rebecca Balding (Elise Rothman)
- Sandra Prosper (Sheila Morris)
- Eyal Podell (Roland)
- Michael Gilden (Finnegan)
- Nick Kiriazis (Evan)
- Niki Botelho (Elfe Nanny)
- Kelly Cole (Démon aux yeux noirs)
- Jason Simmons et Kristopher Simmons (Wyatt Halliwell)